# William A. Horning
William A. Horning (9 de novembro de 1904 — Los Angeles, 2 de março de 1959) é um diretor de arte estadunidense. Venceu o Oscar de melhor direção de arte em duas ocasiões: por Gigi e Ben-Hur.